# Armando Baliotti
 Armando Baliotti  (Buenos Aires, 5 de octubre de 1905 - 1 de noviembre de 1982) fue un pianista, director de orquesta y compositor que se destacó en el género del tango.

## Primeros años
Nació en el barrio de Boedo, curso la escuela primaria en la escuela de Boedo 657 e hizo el secundario en el colegio Salesiano San Francisco de Sales. Estudió música en el conservatorio sito en Boedo y Las Casas, en el hizo amistad Carlos Gimpé, que era hijo de los directores, con quien compuso temas entre los que se encuentran  Ahora no me conocés ,  Los años pasan ,  Así lo quiso Dios ,  A la madre ,  Majestuoso  y  Te lo digo francamente .
Era todavía adolescente cuando ya trabajaba desde el piano acompañando las proyecciones de cine mudo en la sala Los Andes, de las avenidas Sáenz y Caseros y ejecutando música en el café El Alba, de la esquina de Sáenz y Esquiú. Su inicio en conjuntos musicales fue en el Café Benigno de la calle Rioja, entre Caseros y Rondeau.
un café de Parque Patricios en el integrado con Domingo Scarpino y Julio Vivas en bandoneón y Marcos Larrosa y Luis Adesso en violín.
Con Scarpino también tocó en el entonces cine-teatro Astral y, ya sin él, se incorporó a la orquesta de Francisco Pracánico para actuar en el cabaré Chantecler  y, más adelante, en el sofisticado Rendez-Vous. Integró la primera orquesta que formó Miguel Caló en 1929, que contaba con Caló y Alberto Cima en los bandoneones, Raúl Kaplún y Luis Adesso en los violines, Rodolfo Duclós en contrabajo y los cantores Roberto Maida y Carlos Dante.

## Su orquesta
Tras unos meses, formó su primera orquesta que dirigía desde el piano, integrada por los violines de Kaplún y Domingo Mancuso, los bandoneones de César Ginzo y Haroldo Ferrero y el contrabajo de Luis Adesso, con la que debutó en el Cine Moderno.
En 1930, se transformó en el rubro Baliotti-Ginzo,  reemplazando a Ferrero por Luis Attadía, y actuaron en el cabaré Imperio. En 1933 Baliotti y Ginzo obtuvieron el segundo premio en el concurso de tangos realizado en el estadio Luna Park organizado por el diario Crítica, con su tango instrumental El tábano, que grabó Osvaldo Pugliese, el 13 de junio de 1946.
Separado de Ginzo en 1934, formó un sexteto para presentarse en Radio Stentor con el cantor Orlando Medina. En esa misma radio integró el trío Alsina-Serna-Baliotti y, más adelante, continuó su actividad con nuevas formaciones orquestales o con conjuntos reducidos. En 1934 Daniel Héctor Álvarez dejó la orquesta de Lomuto y formó su propio conjunto con Armando Baliotti (piano), Claudio Casano y Benjamín Holgado Barrio (violines), el propio Álvarez, Nicolás Pepe y Ricardo Pedevilla (bandoneones), Bacigaluppi (contrabajo) y Agustín Volpe como cantor, con el que actuó en las radios Stentor, Ultra y Splendid y acompañó presentaciones del trío Irusta-Fugazot-Demare.
En 1939, se presentó en el Bar Pellegrini integrando una nueva agrupación con Alfredo Gobbi, Mancuso y Antonio Blanco (violines),Eduardo Del Piano, Armando Blanco, Attadía y Benito Calvá (bandoneones), Adesso (contrabajo) y el vocalista Roberto Darwin. Más adelante dirigió en Radio Stentor un sexteto  en el que canta Orlando Medina.
En 1959 con Roberto Dimas (violín), José Padula y Mario Maffia (bandoneones) y Mario Monteleone(contrabajo) formaron Cinco Maestros del Tango con el que actuaron en Radio Belgrano y en locales del interior del país además de grabar para el sello TK.
Baliotti también actuó con el bandoneonista Anselmo Aieta, Dimas y el contrabajista Salvador Greco recorriendo varias ciudades;, con el aporte vocal de Héctor Pacheco, tomaron el nombre de Cinco Estrellas del Tango y actuaron por Radio Splendid. En 1961 Baliotti integó el Sexteto Argentino de Tango, con Mario Maffia, Padula, Dimas Lurdes, Salvador Greco y la voz de Osvaldo Chazarreta pata grabaron para el sello Pathé.

## Labor como compositor
Desde que compuso en 1925 su primera obra, el tango Bacán, con letra de José Diez Gómez, que presentó la orquesta de Osvaldo Fresedo, Baliotti continuó produciendo hasta llegar a las 158 obras registradas, entre las cuales cabe recordar a Ahora no me conocés, tango de gran difusión con versos de Carlos Giampé (Giampetruzzi), A las siete en el café con letra de Adanini que grabó Miguel Caló con la voz de Jorge Ortiz , Noctámbulo , No son siete son catorce , Orgullosa , Oyeme mamá , Señores yo soy del centro  milonga con letra de Santiago Adamini que fue un éxito de la dupla D'Agostino-Vargas, Soñador , Toda una vida , Trasnochando y Desaliento (1938) con versos de Luis Castiñeira que fue un éxito de Francisco Lomuto con la voz de Jorge Omar.
Sobre letras de Eduardo Calvo hizo la música de Cartas de amor (1938) y de Corazón callate un poco, esta última en colaboración con Justo César Ginzo (1938) y con letra de Abel Aznar compuso Y no quiero verte más (1977).	

## Actividad gremial
Fue uno de los fundadores de SADAIC y en varias oportunidades integró su directorio.
Armando Baliotti falleció en Buenos Aires, Argentina, el 1 de noviembre de 1982.